# Szodon
Sos szodon (fr. chaudeau) – gęsty, słodki biały sos do deserów kuchni francuskiej podawany na ciepło bądź na zimno. Sporządzany z utartych z cukrem żółtek, roztrzepanych na ciepło z mlekiem lub winem, z ewentualnym dodatkiem skórki cytrynowej lub pomarańczowej. Do gorących deserów podawany jest gorący i spieniony.
Polewa się nim jabłka lub gruszki z kompotu, budynie, kisiele, a także niektóre ciasta.